# 蔣介石秘録

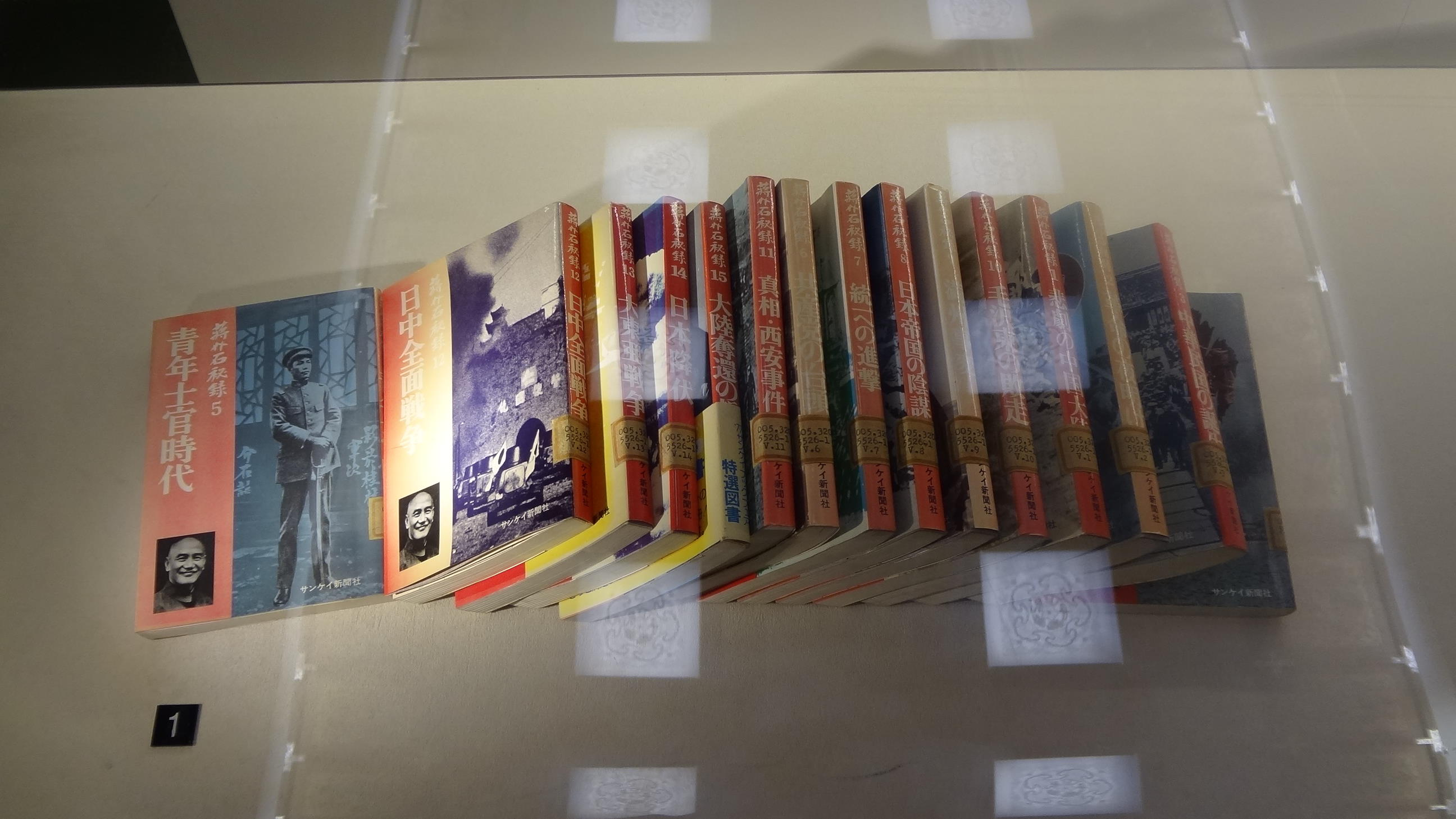
中正紀念堂で展示された『蔣介石秘録』日本語版

『蔣介石秘録』（しょうかいせきひろく）は、中華民国総統の蔣介石の米寿を記念して産業経済新聞（当時の紙面題字は「サンケイ」）が1974年8月15日から1976年12月25日まで紙面で連載した企画記事及びそれをまとめて出版した書籍。

## 概要

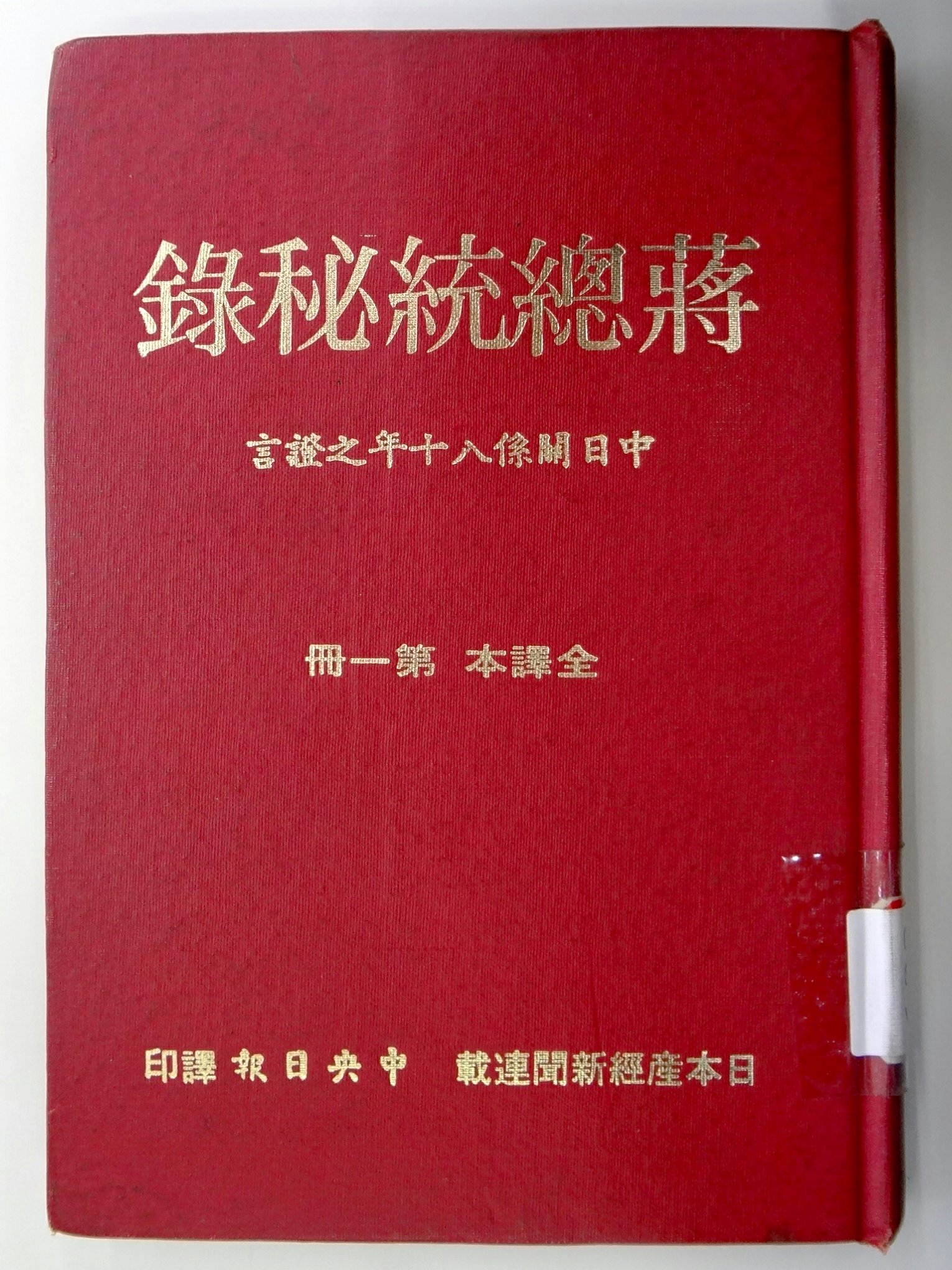
中央日報より『蔣介石秘録』中国語版

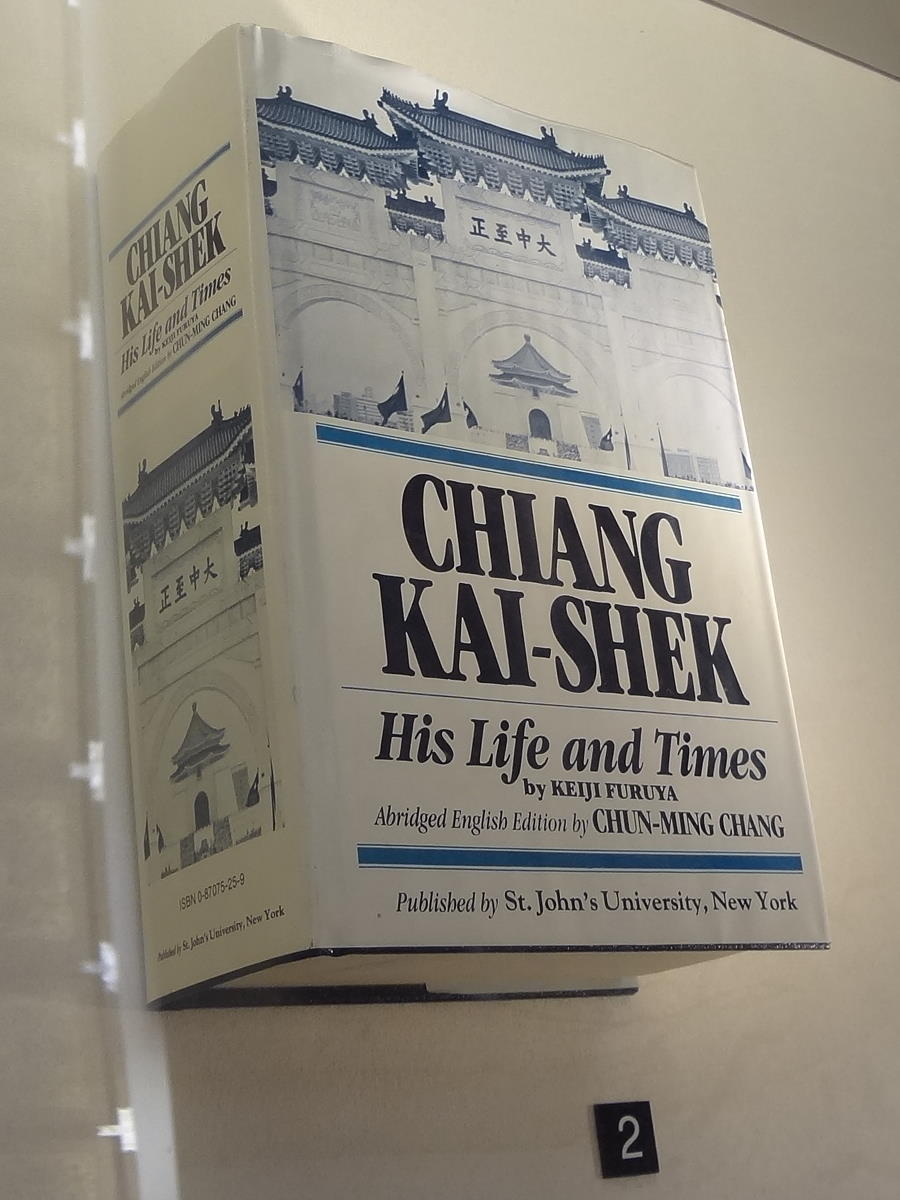
中正紀念堂で展示された『蔣介石秘録』英語版

一人称形式の叙述となっているが自伝ではなく、各種資料をもとにまとめ上げられた伝記である（凡例に「この伝記は、蔣介石前総統の生前の記述、回想、中華民国政府公文書、外交文書、および中国国民党の公式記録に準拠したものである。文中『……』の部分は蔣介石の自述」、等とある）。新聞連載期間は彼の最晩年から死亡の翌年まで。中国国民党党史委員会などの協力を得ており、当時の中華民国（台湾）政府の公式見解を知るのに役立つが、「執筆にあたっては、あくまでも中華民国側の文献を採用」（15巻p210）とあることや、前述のように一人称を採用していることからも窺えるように、蔣介石の生涯を客観的に再構成するというよりは、蔣介石の政治的立場を代弁するという色彩の強い内容となっている。

## 批評
『蔣介石秘録』は南京大虐殺で遭難者が30万～40万人と記述したが、政治評論家の遠藤欣之助は『月刊日本』（2008年4月号）において「虚言の温床」と批判した。

## 備考
中正紀念堂内の文物展示室において全15巻が展示されている。

## 書籍
｢蔣介石秘録｣、全15巻。1975年～77年にかけ刊行。
- 産経新聞社『蔣介石秘録 1 悲劇の中国大陸』サンケイ出版、1975年。
- 産経新聞社『蔣介石秘録 2 革命の夜明け』サンケイ出版、1975年。
- 産経新聞社『蔣介石秘録 3 中華民国の誕生』サンケイ出版、1975年。
- 産経新聞社『蔣介石秘録 4 対日屈辱外交』サンケイ出版、1975年。
- 産経新聞社『蔣介石秘録 5 青年士官時代』サンケイ出版、1975年。
- 産経新聞社『蔣介石秘録 6 共産党の台頭』サンケイ出版、1975年。
- 産経新聞社『蔣介石秘録 7 統一への進撃』サンケイ出版、1976年。
- 産経新聞社『蔣介石秘録 8 日本帝国の陰謀』サンケイ出版、1976年。
- 産経新聞社『蔣介石秘録 9 満州事変』サンケイ出版、1976年。
- 産経新聞社『蔣介石秘録 10 毛沢東の敗走』サンケイ出版、1976年。
- 産経新聞社『蔣介石秘録 11 真相・西安事件』サンケイ出版、1976年。
- 産経新聞社『蔣介石秘録 12 日中全面戦争』サンケイ出版、1976年。
- 産経新聞社『蔣介石秘録 13 大東亜戦争』サンケイ出版、1977年。
- 産経新聞社『蔣介石秘録 14 日本降伏』サンケイ出版、1977年。
- 産経新聞社『蔣介石秘録 15 大陸奪還の誓い』サンケイ出版、1977年。

｢蔣介石秘録 改訂特装版｣、上・下。上記全15巻の縮約版。
- 産経新聞社『蔣介石秘録―日中関係八十年の証言（上）改訂特装版』サンケイ出版、1985年。ISBN 438302422X。
- 産経新聞社『蔣介石秘録―日中関係八十年の証言（下）改訂特装版』サンケイ出版、1985年。ISBN 4383024238。